# Satun
Pour la province de Thaïlande, voir Province de Satun.
Satun (thaï สตูล) est une ville de 21 498 habitants en 2005, chef-lieu de la province de Satun dans la région Sud de la Thaïlande.